# Favianna Rodriguez
Favianna Rodriguez, née le 26 septembre 1978, est une artiste et activiste américaine.
Elle s'auto-identifie comme queer et latina avec des racines afro-péruviennes. Rodriguez a commencé en tant que conceptrice d'affiches politiques dans les années 1990 dans la lutte pour la justice raciale à Oakland, en Californie. Rodriguez est connue pour utiliser son art comme un outil d'activisme. Ses conceptions et ses projets portent sur une variété de questions différentes, notamment la mondialisation, l'immigration, le féminisme, le patriarcat, l'interdépendance et les aliments génétiquement modifiés. Rodriguez est cofondatrice du site Presente.org et est la directrice exécutive de Culture Strike, « une organisation artistique nationale qui engage les artistes, les écrivains et les artistes interprètes ou exécutants dans les droits des migrants ».

## Biographie
Rodriguez est née en 1978 dans le quartier Fruitvale de l'est d'Oakland, en Californie. Ses parents sont péruviens, ayant émigré du Pérou en Californie à la fin des années 1960. Les talents artistiques de Rodriguez ont émergé dès son plus jeune âge ; pendant l'école primaire, Rodriguez a remporté des concours d'art et est apparue une fois à la télévision espagnole pour partager ses œuvres,. Ses parents ont soutenu son art mais l'ont poussée à poursuivre une carrière en médecine ou en ingénierie,.
Fruitvale est un quartier à prédominance latino et ici, Rodriguez a connu et pris conscience du racisme anti-latino. Elle a observé que les élèves de sa communauté étaient mal desservis par le système scolaire et présentés comme des membres de gangs, et elle ne voyait que des représentations négatives des femmes de couleur dans les médias. Selon les témoignages, afin de mieux façonner son adolescence, Rodriguez est allée vivre à Mexico de 13 à 15 ans, d'abord avec sa tante, puis dans une chambre louée. Ici, elle s'est intéressée aux œuvres d'art politiquement engagées, apprenant le contexte politique des peintures murales et le travail de Frida Kahlo à qui elle s'est immédiatement identifiée,. À son retour à Oakland, elle s'est impliquée dans l'activisme et avec d'autres organisateurs latinos. Elle a créé le premier club latino dans son école. Quand elle a 16 ans, la Proposition 187 de la Californie a été introduite, marquant la législation anti-immigrants au niveau de l'État,.
Après avoir obtenu son diplôme de Skyline High School en 1996, Rodriguez a reçu de nombreuses bourses et a choisi de fréquenter l'Université de Californie à Berkeley. Elle s'est retirée à 20 ans en indiquant qu'elle voulait suivre son propre chemin plutôt que de se limiter aux souhaits de ses parents. Elle a été inspirée par la gravure, qui lui a été enseignée par l'artiste chicana Yreina Cervantez, et a décidé de poursuivre une carrière dans l'art politique.

## Art et activisme
Rodriguez a été attirée par les affiches et l'art reproductible comme la gravure pour leur pouvoir d'éduquer, d'organiser et de libérer les communautés,,,. Ses illustrations sont devenues synonymes d'efforts populaires pour défendre une variété de questions allant des études ethniques, des droits des migrants et des femmes et de la discrimination positive en passant par le patriarcat, mais aussi à l'interdépendance, à la justice alimentaire, à la justice environnementale et raciale et à l'activisme des jeunes,.
L'art de Rodriguez est caractérisé par des couleurs très contrastées et des figures graphiques. Rodriguez est réputée pour ses affiches audacieuses sur l'immigration, le racisme, la guerre, la mondialisation et les mouvements sociaux . Rodriguez a travaillé en étroite collaboration avec des artistes au Mexique, en Europe et au Japon, et ses œuvres sont apparues dans les collections de beaux-arts du Glasgow Print Studio et du Los Angeles County Museum of Art. En 2008, Rodriguez a été nommée comme étant l'une des « 50 visionnaires qui changent le monde » du magazine Utne Reader.

### Implication organisationnelle
Rodriguez est la directrice exécutive et cofondatrice de CultureStrike, un réseau national d'artistes et d'activistes qui soutiennent le mouvement artistique national et mondial autour de l'immigration,. Elle siège également au conseil d'administration du site Presente.org, un réseau national d'organisation en ligne dédié à l'autonomisation politique des communautés latino-américaines. Elle en a été la codirectrice par intérim jusqu'en août 2016.
Rodriguez a aidé à établir plusieurs organisations pour soutenir les communautés et les artistes locaux. Elle est cofondatrice de Tumis Inc., un studio de design bilingue fournissant des graphismes, du Web et du développement technologique pour la justice sociale,,. Rodriguez a également cofondé EastSide Arts Alliance and Cultural Center, une organisation d'artistes et d'organisateurs communautaires destinée à promouvoir la durabilité de la communauté par le biais de la sensibilisation politique et culturelle et du développement du leadership.
En 2003, avec Jesus Barraza, Rodriguez a aidé à établir le studio d'impression Taller Tupac Amaru pour promouvoir la pratique de la sérigraphie parmi les artistes californiens et favoriser sa résurgence,. Elle est également membre de la coopérative Justseeds, qui distribue des imprimés et des publications sur les mouvements sociaux et environnementaux. Grâce à ces programmes, Rodriguez a encadré des dizaines de jeunes artistes émergents et a aidé à établir une installation artistique polyvalente au cœur de la classe ouvrière d'East Oakland.
Rodriguez a donné des conférences dans plus de 200 écoles sur l'utilisation et le pouvoir de l'art dans l'engagement civique et le travail des artistes qui travaillent en faveur d'un rapprochement entre la communauté et le musée, le local et l'international. Elle donne également des conférences sur l'organisation culturelle et la technologie pour inspirer le changement social et dirige des ateliers d'art dans des écoles à travers le pays. Parmi les nombreuses écoles où Rodriguez a enseigné, citons les universités de Californie à Santa Cruz, Stanford, État du Michigan et de Syracuse.

## Influences
Rodriguez a été influencée par le mouvement chicano et l'art féministe des années 1970 et 1980. Elle a étudié l'histoire de l'art politique, y compris les œuvres d'art et les graphiques associés aux Black Panthers et au mouvement féministe des années 1970, grâce à sa résidence au Center for the Study of Political Graphics à Los Angeles.
Les artistes et organisations qui influencent le travail de Favianna Rodriguez sont : Ester Hernandez (en), Yolanda López (en), Rufino Tamayo, Rupert Garcia, Romare Bearden, Pablo Picasso, le Taller de Gráfica Popular, l'OSPAAAL, Wangechi Mutu, Frida Kahlo, Swoon et Malaquías Montoya (en).

## Projets
En 2013, Rodriguez a travaillé avec la chaîne YouTube I Am Other pour créer Migration is Beautiful, une série documentaire en trois parties qui aborde le débat entourant la politique d'immigration aux États-Unis et la perception des immigrés,.
Elle est coautrice de Reproduce and Revolt avec Josh MacPhee. Rodriguez est aussi une contributrice de Creative Commons.
Rodriguez est connue pour son travail à travers CultureStrike, pour promouvoir et vendre son travail d'affiche qui se concentre sur des thèmes tels que l'environnementalisme, l'immigration et le féminisme. Les affiches de Rodriguez ont un style distinctif et coloré qui s'inspire de ses racines latino-américaines dans un contexte contemporain. Son travail est reconnu partout aux États-Unis et à l'étranger.
Dans les années 2010, elle travaille sur son projet Pussy Power, qui cherche à redéfinir le sexe féminin comme étant une source d'autonomisation.
En novembre 2018, elle travaille avec la société de crème glacée Ben & Jerry's. Rodriguez a conçu des emballages fantastiques et colorés pour la saveur en édition limitée, Pecan Resist, qui a été créée pour résister à l'administration Trump. Dans le cadre du projet, Ben & Jerry's fait un don de 25 000 $ à Neta, Color of Change, Honor the Earth et Women's March. Le dessin représente deux personnages : l'un est un personnage de genre queer avec le poing en l'air et l'autre, qui tient une pancarte indiquant « résister », porte un hijab pour rendre hommage à l'un des amis proches de Rodriguez. Le design est vibrant et coloré, et travaille à autonomiser les minorités.

## Récompenses et honneurs
- 2012 : Emerging Leader Award, Chicana Latina Foundation, San Francisco, Californie
- 2011 : Lauréat du Creative Work Fund Award, San Francisco, CA
- 2011 : Récipiendaire de l'Innovation Grant, Center for Cultural Innovation, Los Angeles, CA
- 2010 : Intronisé au Women's Hall of Fame (comté d'Alameda) en arts et culture, comté d'Alameda, Californie
- 2009 : Récipiendaire de la subvention d'artiste individuel de la Fondation OPEN, Oakland, CA
- 2008 : Nommé l'un des 50 pays les plus visionnaires par le magazine UTNE
- 2008 : Sister of Fire Award, Women of Color Resource Center, Oakland, CA
- 2007 : Récipiendaire du Belle Foundation Individual Artist Award, San Jose, CA
- 2005 : Art Is A Hammer Award du Center for the Study of Political Graphics, CA

## Expositions

### États Unis
- Museo del Barrio (Nouveau)
- de Young Museum (San Francisco)
- Centre des Beaux-Arts du Mexique (Chicago)
- Centre des arts Yerba Buena (San Francisco)
- Galerie Sol (Providence, RI)
- Musée Huntington et Galería Sin Fronteras (Austin, Texas)
- Centre multiculturel de l'Université de Californie, Santa Barbara (Santa Barbara, Californie)

### À l'étranger
- La Maison de l'amour et de la dissidence (Rome)
- Musée Parco (Tokyo)

De plus, ses œuvres ont été exposées en Angleterre, en Belgique et au Mexique. Elle a été artiste en résidence en 2005 au De Young Museum de San Francisco, artiste en résidence en 2007-2008 au Kala Art Institute et a reçu une résidence Sea Change en 2006 de la Gaea Foundation (Provincetown, MA). Rodriguez est récipiendaire d'un prix 2005 du Center for the Study of Political Graphics.